# Kusbæk
Kusbæk (dansk) eller Kuschbeek (tysk) er et mindre vandløb i det østlige Angel (Sydslesvig) i den nordtyske delstat Slesvig-Holsten. Bækken udspringer ved Bikum (Bicken) på grænsen mellem Borne og Ravnkær sogne (Borne og Ravnkær-Fovlløk kommuner) og udmunder efter 3,5 km øst for Karskov i Slien. En del er rørlagt. Langs bækkens bredder er der bøge-, og askskove.
Stednavnets oprindelse er uklar.